# جامعة إفريقيا العالمية
جامعة إفريقيا العالمية هي جامعة سودانية خاصة تقع في العاصمة السودانية الخرطوم.
تأسست عام 1966 باسم «المعهد الإسلامي الأفريقي» حيث ضم طلاباً أفارقة من المرحلتين المتوسطة والثانوية، ثم تم تغيير الاسم إلى «المركز الإسلامي الأفريقي» عام 1977. وبعد ثورة الإنقاذ تم ترفيعها إلى «جامعة إفريقيا العالمية» عام 1991 امتداداً لثورة التعليم العالي.

## نبذة
تعد من الجامعات التي تهتم بالامور الإسلامية بشكل معتدل. وهي منظمة دولية وكانت تعتمد بشكل شبه كلي على بعض الدول العربية. وتدرس مواد التخصص والمواد الإسلامية، تعدّ من أهم الجامعات في دولة السودان وتهدف إلى تخريج دعاة متسلحين بسلاح العلوم الشرعية والعلوم العصرية كالطب والهندسة وغيرها
وفي عام 1977 أنشأت مجموعة من العلماء المعهد الإسلامي الإفريقي بجهد شعبي وبدأ المعهد يستقبل الطلاب من إفريقيا علي مستوى المرحلة المتوسطة والثانوية، توقف هذا المشروع بعد عامين فقط. عادت حكومة السودان فأحيت الفكرة وقررت أن تنشئ المركز على أساس أوسع، وبعد اتصالات استجابت للفكرة كل من دولة مصر والسعودية والكويت وليبيا وتلتها قطر والإمارات والمغرب وانتدبت ممثليها لمجلس أمناء المركز الإسلامي الإفريقي وهي السلطة العليا والموجهة. نسبة لتزايد الإقبال علي التعليم العالي وضيق الفرص المتاحة للطلاب من إفريقيا قررت حكومة السودان في عام 1991 ما يلي:
1. تطوير المركز الإسلامي إلى جامعة إفريقيا العالمية.
2. فتح باب المساهمة في مجلس الأمناء للدول الراغبة وللمؤسسات الخيرية القادرة بالإضافة للحكومات المؤسسة للمركز الإسلامي الإفريقي.
3. منح الجامعة كل الامتيازات المنصوص عليها في اتفاقية المقر بين السودان والمركز الإسلامي الإفريقي.

يجدر الإشارة إلى أن جامعة أفريقيا العالمية قد تم اختيارها بصفة أول جامعة سودانية، واختيارها إفريقيّاً في المرتبة (32) من حيث المستوى العلمي والأكاديمي وجودة التعليم فيها، وفي لقاء صحفي مع مدير الجامعة لفت إلى أنَّ الدعم الذي ظلّت تجده الجامعة من الندوة العالمية للشباب الإسلامي والمنظمات الأخرى المثيلة كان له أكبر الأثر والفضل بعد الله سبحانه وتعالى في إحراز هذه النتائج المميزة. وأضاف أنَّ المؤسسة التي صنفت الجامعة هذا العام والذي سبقه، تعد من أفضل المؤسسات المختصة بمؤسسات التعليم العالي وإجراء الدراسات والمسوحات العلمية في جوهانسبرغ بجنوب إفريقيا، وفي بقية جامعات الدول الإفريقية.الجدير بالذكر أنّ جامعة إفريقيا العالمية قد خطت خطوات كبيرة خصوصاً بعد افتتاح كلياتها الجديدة (طب الأسنان، والصيدلة، والتمريض العالي)، وفتح القبول في كلية علوم المختبرات الطبية لمختلف أبناء إفريقيا من المتميزين خلقاً وديناً ومستوى علمياً.

## الكليات
- الاقتصاد والعلوم الإدارية والسياسية
- الشريعة
  - قسم الشريعة والقانون.
  - قسم الدراسات الإسلامية
  - قسم الإعلام
- كلية دراسات الحاسوب:
  - علم الحاسوب
  - نظم المعلومات
  - تقنية المعلومات
- الطب البشري
- الصيدلة
- التمريض
- طب الأسنان
- الهندسة
  - هندسة الميكانيكا تخصص قدرة
  - هندسة الميكانيكا تخصص إنتاج
  - هندسة مدنية
  - هندسة معمار
  - هندسة الحاسوب.
  - هندسة الاتصالات.
  - هندسـة النظم والتحكم.
  - هندسـة القدرة الكهربائية.
- التربية
- الآداب
  - معهد اللغة العربية (ويعدّ من أقوى المعاهد في تعليم اللغة العربية)
  - مركز البحوث.[5]
  - مركز الدعوة
  - مركز دراسات المرأة
  - مركز دراسات الكوارث واللاجئين.
- كلية العلوم البحتة والتطبيقية
  - قسم الكيمياء.
  - قسم الفيزياء.
  - قسم الجيولوجيا
  - قسم الرياضيات والحاسوب.
  - قسم الأحياء الدقيقة.
- كلية الصيدلة.

## الشعار

شعار الجامعة
شعار اليوبيل الذهبي

## المرافق
يوجد في الجامعة:
- مطبعة ضخمة
- عدد كبير من الداخليات (للطلاب الوافدين)
- «قاعة أفريقيا للمؤتمرات»

## علاقات الجامعة الخارجية

### العضويات
الجامعة عضو في:
- الرابطة الدولية للجامعات (IAU)
- اتحاد الجامعات العربية (ARU)
- اتحاد جامعات العالم الإسلامي
- اتحاد الجامعات الإفريقية
- منظمة الصحة العالمية (WHO) في قائمة الدليل العالمي لكليات الطب.[6]
- اتحاد الجامعات السودانية.[7]
- كلية الطب بالجامعة معترفة من ECFMG & دليل التعليم الطبي الدولي البوابة الإلكترونية ومؤسسة للنهوض التعليم الطبي والبحوث الدولية.[8]

### الاتفاقيات
للجامعة اتفاقيات مع عدد من الجامعات وهي:-
- جامعة الملك فيصل بأنجمينا
- الجامعة الإسلامية العالمية بماليزيا
- جامعة آل البيت
- الجامعة الإسلامية بالنيجر
- جامعة إمبالي
- جامعة جنوب أفريقيا
- كلية الدراسات الإسلامية بسراييفو
- كلية الكانمي للدراسات الإسلامية
- جامعة شرق أفريقيا
- جامعة أمير سونجخلا
- الجامعة الإسلامية العالمية بباكستان
- جامعة بنادر
- جامعة أديس أبابا

## رؤساء الجامعة
- البروفيسور حاتم عثمان محمد[9]
- البروفسير كمال محمد عبيد

## موقع الجامعة
- جامعة أفريقيا العالمية
- موقع كلية الطب بجامعة أفريقيا العالمية